# Elecció papal de 1241

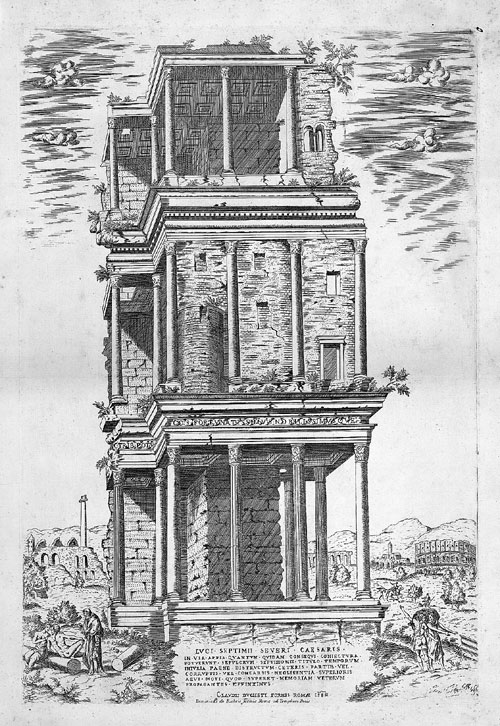
Fragment del Septizodium en un gravat de 1582

L'elecció papal de 1241 fou convocada després de la mort de Gregori IX i s'allargà del 21 de setembre al 25 d'octubre de 1241. S'acabà amb l'elecció del cardenal Goffredo da Castiglione, que va prendre el nom de Celestí IV. L'elecció va tenir lloc durant la primera de les diverses prolongades seus vacants que hi va haver a l'edat mitjana, i com les altres es va caracteritzar per disputes entre els papes i el Sacre Imperi Romanogermànic. Específicament, l'elecció es va celebrar durant la guerra entre Frederic II del Sacre Imperi Romanogermànic contra la Lliga Llombarda i el difunt pontífex, Gregori IX, amb Itàlia dividia entre les faccions que estaven amb el papa i les que estaven amb l'imperi, en el que es coneix com la dispunta entre güelfs i gibel·lins.
Durant la seu vacant, Frederic II va envoltar Roma amb els seus exèrcits i va bloquejar l'arribada de diversos cardenals electors hostils als seus interessos. Incapaços d'arribar a un consens, els cardenals foren tancats al monestir anomenat Septizodium per funcionaris civils romans, fins que finalment es van decidir per un dels cardenals més grans i febles. Les condicions de salubritat de la construcció sembla que podrien hagut contribuït a la mort d'un dels papables i fins i tot a la mort de Celestí IV molt poc després de la seva elecció. Després de la mort de Celestí IV la guerra a la península es va reprendre i els cardenals van estar dispersats durant més d'un any i mig abans de reunir-se a Anagni per elegir Innocenci IV.
El segrest forçat dels cardenals durant l'elecció fou històricament significant, i juntament amb altres eleccions del segle xiii va contribuir al desenvolupament del conclave.

## Context

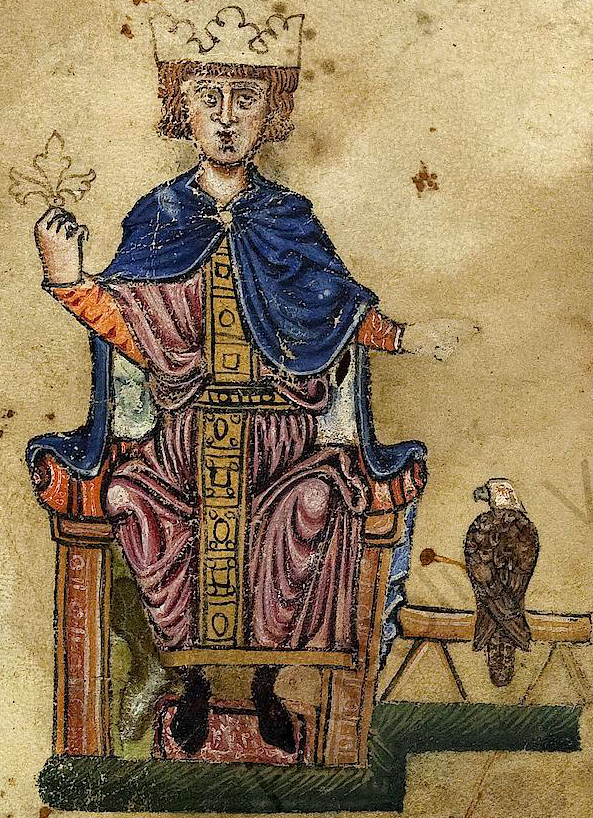
Els cardenals estaven dividits en dues faccions a favor i en contra de l'emperador romà Frederic II.

El papat de Gregori IX (1227–1241) i el regne de Frederic II del Sacre Imperi Romanogermànic es van trobar en un moment en què els antics conflictes sentenaris entre els papes i els emperadors estaven arribant a un punt crític. Tot i que Frederic II tenia algunes tropes dedicades a la fallida Cinquena croada, havia decidit no liderar-les personalment, el que va consternar l'església. Després del seu matrimoni amb Isabel II de Jerusalem, sí que va participar en la Sisena Croada, però després va abandonar el viatge i va tornar a Itàlia, per un conjunt de raons polítiques, econòmiques i militars. Això va servir com a pretext per la seva excomunió per Gregori IX, i per agreujar l'enfrontament amb noves escaramusses entre els qui donaven suport al papa i els qui estaven amb l'emperadordor, els güelfs i gibel·lins, a través de la península Itàlica, particularment a la Llombardia. Abans de la seva mort, Gregori IX va convocar un sínode per denunciar Frederic II, i l'emperador havia fet tot el possible per interrompre la reunió, incloent l'empresonament i la captura de prelats i cardenals.
El conclave es va dur a terme sota l'amenaça de l'exèrcit de Frederic II, que va marxar a la Pulla com un gest per mostrar que l'emperador feia la guerra contra Gregori IX i no contra l'Església, tot i que després també s'enfrontaria amb Celestí IV. Dos cardenals havien estat enviats a Anglaterra (Oddo de Monferrato) i França (Giacomo da Pecorara, OCist.), per tal de reunir els bisbes i altres prelats per assistir a la convocatòria del Papa Gregori. Com que Frederic i la seva armada eren a la plana de la Llombardia i la Toscana, els viatgers havien de fer el trajecte per mar. Dos cardenals van preparar la travessia a Niça i Gènova, i malgrat les advertències dels genovesos, van insistir en partir. La flota de Frederic els va trobar a la petita illa de Giglio el 3 de maig de 1241, i va arrestar gran part de la tripulació, incloent els dos cardenals, el legat del papa a Llombardia, i els arquebisbes de Rouen, Bordeaus, i Auxerre; el bisbe de Nimes, Carcassona, Agde, Pavia, Asti i Tortona; els abats del Cluny, Citeaux, Clairvaux, Pietas-Dei i Fiscanensis. Van ser enviats per ser empresonats al Regne de Nàpols.
L'elecció es va celebrar al Septizodium, a prop del Clivus Scauri, un antic complex que s'havia convertit en un monestir. Però els cardenals no es van reunir exactament al Septizodium, que era un nimfeu del segle iii que el 1241 estava gairebé totalment enrunat, i on mai hi havien hagut habitacions properes. De fet es tractava simplement d'una font d'aigua, sense habitacions ni sostre. Per accedir als pisos superiors s'havia de fer servir una escala de fusta, i no hi ha senyals de cap altra construcció vinculada a aquesta façana. No obstant, se sap que molt a prop l'emperador Heliogabalus havia construït el recinte del Saepta Solis, als peus d'un carrer anomenat Clivus Scauri. Aquest espai anomenat Saepta Solis, or Septasolium, va ser on se celebrà l'elecció.
Els cardenals foren confinats pel senador Matteo Rosso Orsini, pare de Giovanni Caetano Orsini (Papa Nicholau III), que havia estat nomenat pel Papa Gregori IX. Les condicions de l'elecció són descrites per un autor contemporani hostil als Orsini, que estaven estressats, amb l'orina dels guardes a les golfes degotant dins la cambra de l'elecció juntament amb la pluja. El confinament forçat al Saepta Solis va durar les últimes dues setmanes del conclave. Sovint s'ha al·legat que els ciutadans de roma, molestos amb els rumors que no s'elegiria cap cardenal, van amenaçar de desenterrar el cos del Papa Gregori IX i portar-lo al Saepta Solis amb els cardinals. Un altre relat indica que el mateix Orsini va amenaçar amb mostrar el cos del papa anterior públicament.

## Electors
Segons diversos relats, el Col·legi de Cardenals a la mort de Gregori IX estava format per entre 12 i 14 cardenals. Però finalment només votaren 10 cardenals. En el moment de la mort de Gregori IX, la majoria dels cardenals electors que havien pres part en l'elecció estaven a Roma, i els dos cardenals empresonats per Frederic II encara estaven captius a Nàpols. Els dos cardenals havien estat detinguts al mar per galeres Genoveses, mentre es dirigien al concili ecumènic que Gregori IX havia convocat per la Pasqua de Resurrecció de 1241 per denunciar Frederic II. No obstant, el cardenal Colonna estava a prop de Palestrina quan el papa va morir. Va tenir una discussió desagradable amb Gregory IX, i es va apartar de la Curia. Hauria estat consultor de l'Emperador Frederic. Quan Gregori va morir, l'Emperador, que estava amb les seves tropes a Grottaferrata, va donar permís a tots els cardenals de fora de Roma per tornar.
| Elector                        | Origen          | Orde             | Títol                           | Elevat           | Elevador           | Notes                                                                    |
| ------------------------------ | --------------- | ---------------- | ------------------------------- | ---------------- | ------------------ | ------------------------------------------------------------------------ |
| Raynaldus de' Conti            | Jenne           | Cardenal-bisbe   | Bisbe d'Ostia i Velletri        | 18 setembre 1227 | Papa Gregori IX    | futur Papa Alexandre IV                                                  |
| Romano Bonaventura             | Romà            | Cardenal-bisbe   | Bisbe de Porto i Santa Rufina   | 1216             | Papa Innocenci III | No s'ha de confondre amb Bonaventura de Bagnoregio                       |
| Goffredo da Castiglione        | Milà            | Cardenal-bisbe   | Bisbe de Sabina                 | 18 setembre 1227 | Papa Gregori IX    | Elegit Papa Celestí IV                                                   |
| Stefano de Normandis dei Conti | Roma            | Cardenal-prevere | Títol de S. Maria in Trastevere | 1216             | Papa Innocenci III | Arxipreste de la Basílica Vaticana; nebot d'Innocenci III                |
| Giovanni Colonna               | Roma            | Cardenal-prevere | Títol de S. Prassede            | 18 febrer 1212   | Papa Innocenci III | El primer cardenal Colonna                                               |
| Sinibaldo Fieschi              | Lavagna, Gènova | Cardenal-prevere | Títol de S. Lorenzo in Lucina   | 18 setembre 1227 | Papa Gregori IX    | Futur Papa Innocenci IV                                                  |
| Rainiero Capocci, O.Cist.      | Todi            | Cardenal-diaca   | Diaca de S. Maria in Cosmedin   | 1216             | Papa Innocenci III | Protodiaca del Col·legi de Cardenals                                     |
| Gil Torres                     | Espanya         | Cardenal-diaca   | Diaca de Ss. Cosma e Damiano    | Desembre 1216    | Honori III         |                                                                          |
| Riccardo Annibaldi             | Roma            | Cardenal-diaca   | Diaca de S. Angelo in Pescheria | 1237             | Papa Gregori IX    | Rector de Campanya i Marítima, nebot del cardenal Rinaldo Conti de Segni |
| Robert Somercotes              | Anglaterra      | Cardenal-diaca   | Diaca de S. Eustachio           | 1238             | Papa Gregori IX    | Mort durant la seu vacant el 26 setembre 1241                            |

### Absents
| Elector                      | Origen     | Orde             | Títol                                  | Elevat           | Elevador           | Notes |
| ---------------------------- | ---------- | ---------------- | -------------------------------------- | ---------------- | ------------------ | --- |
| Giacomo da Pecorara, O.Cist. | Piacenza   | Cardenal-bisbe   | Bisbe de Palestrina                    | 5 setembre 1231  | Papa Gregori IX    | Presoner de Frederic II |
| Oddone di Monferrato         | Montferrat | Cardenal-diaca   | Diaca de S. Nicola in Carcere Tulliano | 18 setembre 1227 | Papa Gregori IX    | Presoner de Frederic II, alliberat temporalment per participar en l'elecció.                                                          |
| Tommaso da Capua             | Capua      | Cardenal-prevere | Títol de S. Sabina                     | 1216             | Papa Innocenci III | Penitenciari major i protoprevere del Col·legi Cardenalici. Hi ha dubtes sobre la seva participació perquè podria haver mort el 1239. |
| Pere de Capua el Jove        | Amalfi     | Cardenal-diaca   | Diaca de S. Girogio in Velabro         | 1219             | Honori III         | Podria haver mort ca. 1236-1241. |

## Conseqüències

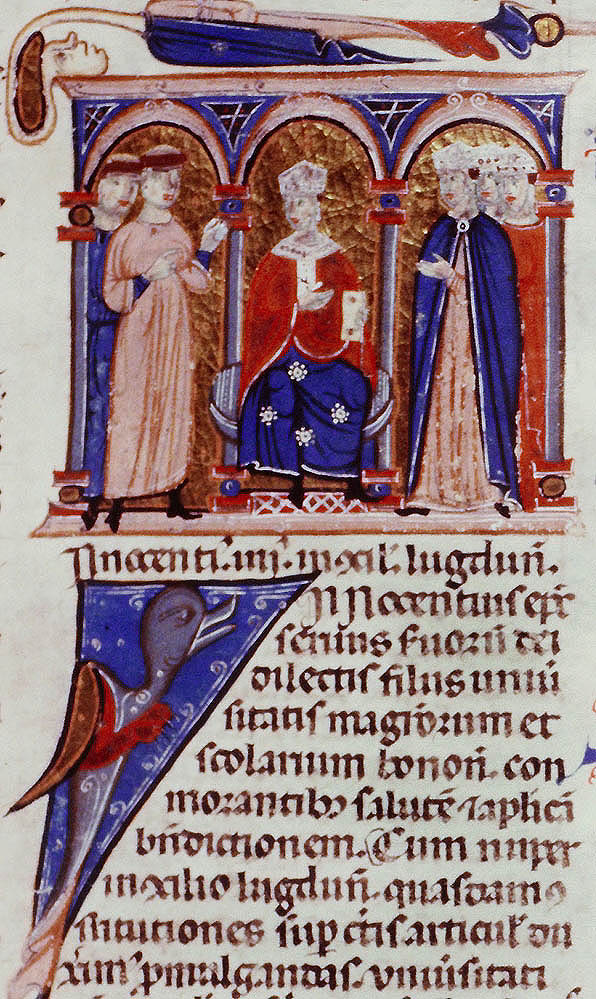
Fieschi fou posteriorment el Papa Innocenci IV…

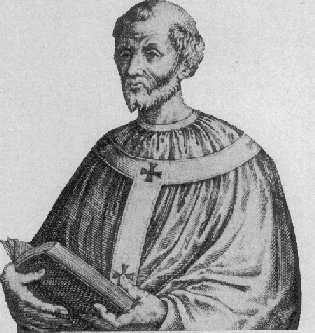
...i Conti el Papa Alexandre IV; ambdós formaven part de la facció que s'oposava a Frederic II.

Celestí IV va morir el diumenge 10 de novembre de 1241, només 17 dies després de la seva elecció, morint fins i tot abans de ser coronat. Pot ser que la causa de la mort fos una disenteria que hauria contret al Septizodium, però aquest punt s'ha posat en dubte perquè no hi ha fonts contemporànies que en parlin. S'ha especulat que Clestí IV va viure més anys perquè va fer tot el que va poder per intentar ser amigable amb l'emperador.
El Papa Celestí va ser enterrat el dia després de la seva mort, segons el costum. Però durant les hores prèvies al funeral, alguns cardenals van marxar de la ciutat i es van dirigir a Anagni, la casa del cardenal Rinaldo dei Conti di Segni. Mateu de París exposa que només sis o set cardenals es van quedar a la ciutat. El cardenal Colonna, no obstant, va ser detingut pel poble romà, que donava suport als Orsini, i empresonat per la seva proximitat al rei Frederic.
Quan es va confrontar amb un grup de frares mendicants que portaven un missabte per l'arquebisbe de York i el bisbe de Lincoln, Frederic II els va respondre: "Qui està actuant contra el benestar de l'Església? Jo no; sinó el tossut orgull i la cobdícia dels romans. Qui pot demanar-me que doni suport a les esglésies angleses i romanes, que m'han excomunicat, em difamen, i sempre estan invertint diners perquè m'equivoqui? Poc després del conclave, les hostilitats entre els Güelfs i gibel·lins es va reprendre al voltant de la Península Itàlica, tant a la terra com al mar. Tot i que Frederic II podria haver aixafat els Llombards perquè ja no tenia un Papa que s'oposés a les seves decisions, aviat desvia la seva cavalleria i infanteria cap al nord dels Apls on els Tàrtars havien posat en perill seriosament les seves terres.
Així va començar la seu vacant més llarga de la història de l'Església Catòlica des del període entre el Papa Agató i el Papa Lleó II (681-682). Caldria esperar un any i mig abans que els cardenals decidissin reunir-se per elegir el successor de Celestí IV a Anagni, ja que Frederic II estava en possessió de Roma. Finalment l'escollit fou el cardinal Fieschi que prengué el nom de Papa Innocenci IV el 1243. Innocenci IV va fer revifar el conflicte amb Frederic II, i després de la mort de l'emperador el 1250, va excomunicar el seu fill i hereu, Conrad IV d'Alemanya. La influència a les eleccions papals va persistir fins l'elecció papal de 1268–1271, després de la qual el sector imperalista dels cardenals, format sobretot pels més vells, va ser gairebé extingit al Col·legi Cardenalici.

## Especulacions

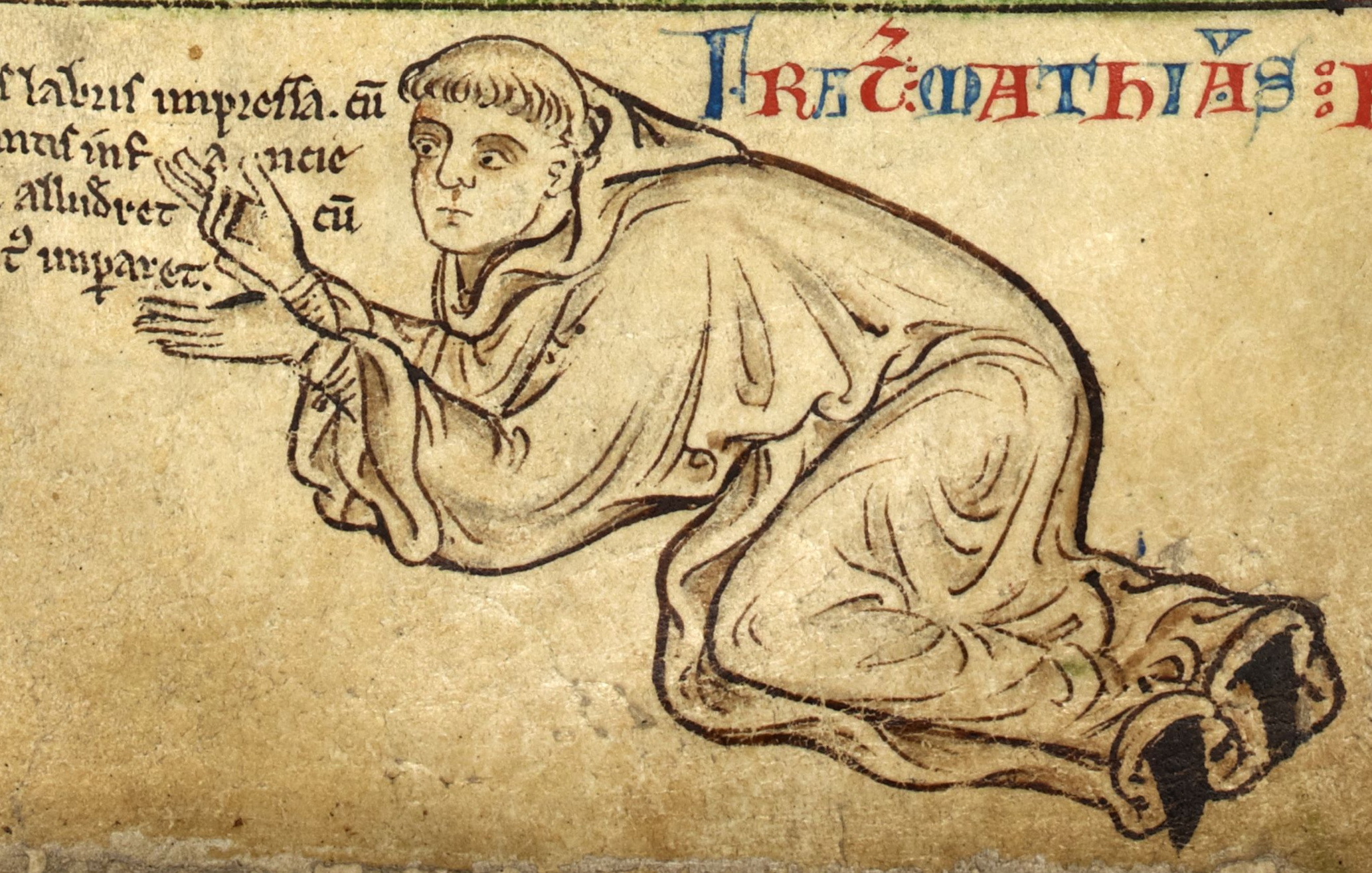
Autorretrat de Mateu de París, un cronista contemporani de l'elecció

Un relat contemporani de fiabilitat dubtosa és el del cronista britànic Mateu de París (c. 1200–1259), que afirma que tant el seu compatriota, Robert Somercotes, com Celestí IV van morir enverinats. Les seves obres són més valorades pels aspectes que explica de les lluites de la Casa dels Hohenstaufen. Mateu era un amic del cardenal Somercotes i va afirmar que hauria pogut ser el nou Papa si hagués sobreviscut. Aquesta especulació apareix sovint en la literatura anglesa. Tampoc es poden ignorar aquests relats, perquè les acusacions d'enverinament de papes i cardenals, tant d'Innocenci V com d'Adrià V, eren habituals a les cròniques dels segles xiii i xiv.

## Llegat
En virtut del fet que els cardenals estiguéssin tancats, aquesta elecció a vegades rep el nom de primer conclave, tot i que els procediments del conclave no es van desenvolupar fins l'elecció papal de 1268–1271, a la constitució Ubi Periculum del papa Gregori X (1274). Les seves disposicions es van implementar per primera vegada al conclave de gener de 1276. De fet, la pràctica de la reclusió dels cardenals electors potser fins i tot es remunta a l'elecció papal de 1216, on la gent de Perusa va tancar els cardenals després de la mort d'Innocenci III.